# Provincia Sajama
La provincia de Sajama es una provincia de Bolivia ubicada en el departamento de Oruro. Cuenta con una población de 9.391 habitantes y una superficie de 5790 km².
La provincia fue creada al dividirse la antigua provincia de Carangas en tres nuevas provincias, por Ley de 11 de noviembre de 1950 durante el gobierno de Mamerto Urriolagoitia. La provincia se denominó inicialmente Nor Carangas pero no debe confundirse con la actual provincia de dicho nombre.
Desde 2017, Willy Mamani es el subgobernador de la provincia.

## Geografía
La provincia ocupa la parte más noroccidental del departamento de Oruro, al oeste del país. Limita al norte con el departamento de La Paz, al oeste con la República de Chile, al sur con las provincias de Sabaya y Litoral, y al este con las provincias de Carangas y San Pedro de Totora.

### División administrativa
La provincia está conformada por los municipios de:
- Curahuara de Carangas
- Turco

El pueblo de Sajama, al oeste del Nevado Sajama, se encuentra en el primero de estos municipios.

## Demografía
De acuerdo con el censo boliviano de 2024, la población de la provincia de Sajama es de 11 948 habitantes.
La población de la provincia ha aumentado en más de la mitad en las últimas tres décadas:
| Año  | Habitantes | Fuente |
| ---- | ---------- | ------ |
| 1992 | 7 891      | Censo  |
| 2001 | 9 096      | Censo  |
| 2012 | 9 390      | Censo  |
| 2024 | 11 948     | Censo  |

| Gráfica de evolución demográfica de la provincia de Sajama entre 1992 y 2012 |
|                                                                              |
| Fuente: Instituto Nacional de Estadística de Bolivia                         |

## Economía
Gran parte de la economía de la provincia está relacionada con las actividades del Parque Nacional Sajama y consiste en la provisión de servicios turísticos, alojamiento y producción de objetos artesanales, como tejidos de fibras naturales. Se desarrolla agricultura y ganadería en pequeña escala, básicamente destinadas al autoconsumo.